# Hyman Chonon Berkowitz
Hyamn Chonon Berkowitz (n. 27 ianuarie 1895, Sluck⁠(d), gubernia Minsk⁠(d), Imperiul Rus – d. 17 ianuarie 1945, Madison, Wisconsin, SUA) a fost un autor american de origine lituaniană, cunoscut în calitate de cercetător al vieții și operei scriitorului spaniol Benito Pérez Galdós.

## Biografie
S-a născut în Lituania la 27 ianuarie 1895 și a emigrat încă din tinerețe în Statele Unite ale Americii, unde a lucrat de-a lungul vieții sale ca profesor la University of  Wisconsin-Madison. Este cunoscut în special ca autor al lucrării Spanish Liberal Crusader, publicată postum de The University of Wisconsin Press în 1948, care a fost considerată prima biografie completă a lui Galdós. A murit la 17 ianuarie 1945.